# يطروفة سميكة الساق
يطروفة سميكة الساق (الاسم العلمي:Jatropha pachypoda) هي نوع من النباتات تتبع جنس اليطروفة من الفصيلة الفربيونية.